# Подлипки
Подлипки (рос. Подлипки) — село у Одинцовському районі Московської області Російської Федерації.

## Розташування
Село Подлипки входить до складу міського поселення Кубинка, воно розташоване на схід від Кубинки, між Мінським та Можайським шосе, поруч із річкою Сетунь. Найближча залізнична станція Портновська. 

## Населення
Станом на 2006 рік у селі проживало 151 особа.

## Пам'ятки архітектури
Поруч з селом знаходиться пам'ятка археології місцевого значення — селище Подлипки-1 яке датується 15 — початком 17 століття